# هيستاسبيس (والد دارا الأول)
هيستاسبيس (بالفارسية القديمة: 𐎻𐏁𐎫𐎠𐎿𐎱)‏؛ (بالفارسية: گشتاسپ)؛ (بالإغريقية: Ὑστάσπης)‏، هو المرزبان الفارسي من باختر وبارس. وهو والد دارا الأول، ملك الإمبراطورية الأخمينية، وأرتابانوس، الذي كان مستشارًا موثوقًا لكل من أخيه دارا وكذلك ابن دارا وخليفته خشايارشا الأول.

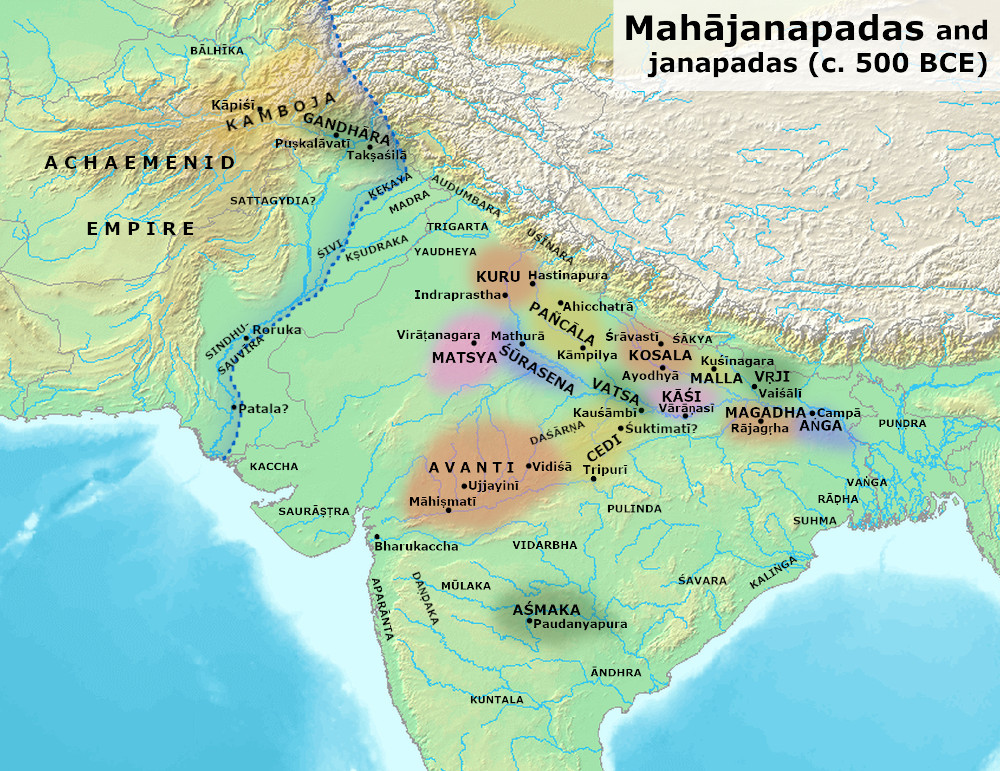
بالنسبة الى أميانوس مارسيلينوس، توغل هيستاسبيس في عمق الهند، حيث تعلم من البراهمة. تاريخيًا، يتوافق هذا مع زمن الفتوحات الإمبراطورية الأخمينية في وادي السند.